# أمبولة فاتر
أمبولة فاتر(1) هي جزءٌ متوسعٌ يتكون من اتحاد قناة البنكرياس والقناة الصفراوية المشتركة، وتقع تحديدًا عند الحليمة الإثناعشرية الكبيرة.
تُعتبر أمبولة فاتر علامةً مهمةً لمنتصف المسافة على طول الجزء الثاني من الاثناعشر، والتي تُشير إلى الانتقال التشريحي من المعى الأمامي إلى المعى المتوسط، وبالتالي تُمثل النقطة التي يتوقف عندها الجذع البطني عن تزويد المعى، حيثُ يحل محله الشريان المساريقي العلوي.

## البنية
تُغادر القناة الكيسية المرارة وتتحد مع القناة الكبدية المشتركة لتكوين القناة الصفراوية المشتركة، والتي تتحد فيما بعد مع قناة البنكرياس، ويُعرف هذا الاتصال باسم أمبولة فاتر. تُوفر قناة البنكرياس موادًا مثل البيكربونات والإنزيمات الهضمية إلى الاثناعشر. تحتوي العصارة الصفراء من المرارة على أملاحٍ تستحلب قطرات الدهون الكبيرة إلى وحداتٍ أصغر بكثير، مما يُوفر مساحة كبيرة لعمل إنزيمات الليباز. تعمل البيكربونات على مُعادلة الكيموس الحمضي، مما يُوفر ظروفًا قلوية لإنزيماتٍ مثل الكيموتربسين والأميلاز لتعمل على نحوٍ أمثل.

## الوظيفة
تعملُ العديد من عاصرات العضلات الملساء على تنظيم تدفق العصارة الصفراء وعصارة البنكرياس عبر أمولة فاتر، وتتضمن: عاصرة قناة البنكرياس، وعاصرة قناة الصفراء، وعاصرة أودي. تتحكم عاصرة أودي في إدخال الإفرازات الصفراوية والبنكرياسية إلى الاثناعشر، بالإضافة إلى منع دخول محتويات الاثناعشر إلى الأمبولة.

## الأهمية السريرية
قد يحدثُ التهاب البنكرياس بسبب فشل الإفرازات البنكرياسية في النزوح بشكلٍ سليم، والذي قد يحدثُ بسبب انسداد عاصرة أودي، ومن أكثر الأسباب شيوعًا لذلك وجود حصاة صفراوية في القناة الصفراوية المشتركة.
علامة توماس هي إنتاج برازٍ فضي، وقد تُشير إلى حدوث سرطان أمبولة فاتر. يتكون البراز الفضي من البراز الأبيض لليرقان الانسدادي والبراز الأسود من النزيف أو التغوط الأسود. وُصفت هذه الحالة لأول مرة في مجلةٍ طبية بريطانية بواسطة الطبيب إتش. أوغيلفي عام 1955.

## التاريخ
سُميت نسبةً إلى أخصائي التشريح الألماني أبراهام فاتر [الإنجليزية] (1684–1751)، والذي يُعتبر أول من نشر وصفًا لها عام 1720.

## التسمية
1. أَمْبولَة فاتَر (بالإنجليزية: Ampulla of Vater)‏ أو الأمبولة الكبدية البنكرياسية (بالإنجليزية: hepatopancreatic ampulla)‏ أو قناة كبدية بنكرياسية (بالإنجليزية: hepatopancreatic duct)‏ أو أمبولة فاتر الكبدية البنكرياسية.

## صور إضافية

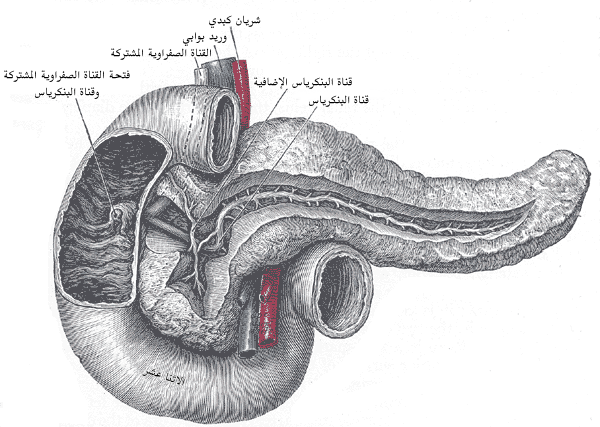
قناة البنكرياس
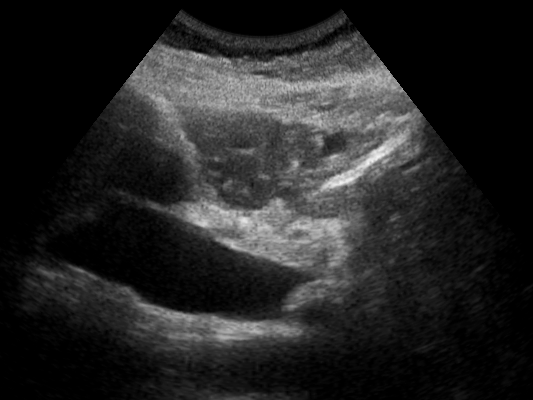
سرطانة أمبولة فاتر

### باللغة الإنجليزية
1. ↑  نموذج تأسيسي في التشريح، QID:Q1406710
2. ↑  نموذج تأسيسي في التشريح، QID:Q1406710
3. ↑  Standring S، Borley NR، المحررون (2008). Gray's anatomy : the anatomical basis of clinical practice. Brown JL, Moore LA (ط. 40th). London: Churchill Livingstone. ص. 1163, 1177, 1185–6. ISBN:978-0-8089-2371-8.
4. ↑  "Papilla of Vater: Structure and Function". Endoscopy. ج. 21 ع. S 1: 324–329. DOI:10.1055/s-2007-1012982. مؤرشف من الأصل في 2018-06-02. اطلع عليه بتاريخ 2020-03-27 – عبر www.thieme-connect.de.
5. ↑  ببمد: 13219383
6. ↑  Lerch MM, Domschke W (2000) Abraham Vater of the ampulla (papilla) of Vater. Gastroenterology 118 (2):379. ببمد: 10691372 [وصلة مكسورة] "نسخة مؤرشفة". مؤرشف من الأصل في 2020-01-10. اطلع عليه بتاريخ 2020-10-31.{{استشهاد ويب}}:  صيانة الاستشهاد: BOT: original URL status unknown (link)
7. ↑  synd/3095 على قاموس من سمى هذا؟

### باللغة العربيَّة
1. 1 2  "ترجمة (Ampulla of Vater) في المعجم الطبي الموحد". مكتبة لبنان ناشرون. مؤرشف من الأصل في 2020-03-27. اطلع عليه بتاريخ 2020-03-27.
2. 1 2  "ترجمة (Ampulla of Vater) في قاموس المعاني". قاموس المعاني. مؤرشف من الأصل في 2020-03-27. اطلع عليه بتاريخ 2020-03-27.
3. 1 2  "ترجمة (Ampulla of Vater) في القاموس". موقع القاموس. مؤرشف من الأصل في 2020-03-27. اطلع عليه بتاريخ 2020-03-27.